# William Eduard Kraft
William Eduard Kraft († 1878) war ein deutscher Rittergutsbesitzer und Politiker. Er war langjähriges Mitglied des Sächsischen Landtags.

## Leben
1838 kaufte der aus Leipzig stammende Krämer und Hausbesitzer Kraft das Schloss Oberrabenstein nahe der Stadt Chemnitz von Georg Ludwig Freiherrn von Welck. Während dieses in seinem Besitz war, wurde 1855 die Patrimonialgerichtsbarkeit abgelöst. Zwischen 1848 und 1859 war er mehrfach stellvertretender Abgeordneter der Rittergutsbesitzer des Erzgebirgischen Kreises in der II. Kammer des Sächsischen Landtags, anschließend war er von 1862 bis zu seinem Tod gewählter Abgeordneter der Rittergutsbesitzer in der I. Kammer. Nach seinem Tod ließ seine Witwe das ererbte Gut von einem Pächter bestellen, bevor es 1900 an den Kammerherren von Ried veräußert wurde.